# جورج د. راند
جورج د. راند (بالإنجليزية: George D. Rand)‏ هو مهندس معماري أمريكي، ولد في 24 مايو 1833، وتوفي في 2 نوفمبر 1910.